# Араукарієвий ліс
Араукарієві ліси, пінерая — хвойні субтропічні ліси, утворені видами роду Араукарія. Виростають у Південній Америці у двох ізольованих один від одного регіонах. У східній частині материка на значній площі в бразильських штатах Парана, Санта-Катаріна та Ріу-Гранді-ду-Сул у Бразилії, а також в Уругваї, Східному Парагваї та Аргентині поширена араукарія бразильська (Araucaria brasiliana). Значно меншу територію займають ліси з переважанням араукарії чилійської (Araucaria araucana), якою супроводжують породи з твердою деревиною, найважливіша з них - ембуйя (Phoebe porosa). Поширені в Андах на 40° пд. ш. в інтервалі висот від 500 до 3000 м над рівнем моря. Для підліску характерний вид Падуб парагвайський (Ilex paraguariensis), з якого готують мате, або парагвайський чай.

## Екорегіон Араукарієві вологі ліси
Сухопутний екологічний регіон Араукарієві вологі ліси розташований у західній частині Південної Америки та займає південну частину глобального екорегіону Атлантичний ліс (NT0101 у класифікації WWF). Переважаючий тип природної рослинності - хвойні змішані ліси з переважанням араукарії - являють собою реліктові екосистеми гірських районів Південної Америки, що залишилися від широко поширених і відігравали більшу роль в минулі геологічні епохи змішаних хвойно-широколистяних лісів. Поширені в гірському масиві Серра-да-Мантікейра від середньовисоких плоскогір'їв (близько 500 м) до високих схилів гір, що височіють до 1600 м над рівнем моря. На північ від цього регіону виростають чагарники екорегіону Серрадо, на півдні інші савани, на заході та сході - вологі тропічні ліси.
Вологий субтропічний клімат характеризується частими заморозками та високим зволоженням (1300-3000 мм опадів на рік) за відсутності сухого сезону.
Основною лісотвірною породою є араукарія бразильська, іноді досягає висоти 45 м, за участю представників родин Лаврові (Ocotea pretiosa, Ocotea catharinense), Миртові (Campomanesia xanthocarpa) і Бобові (Parapiptadenia rigida).

## Галерея

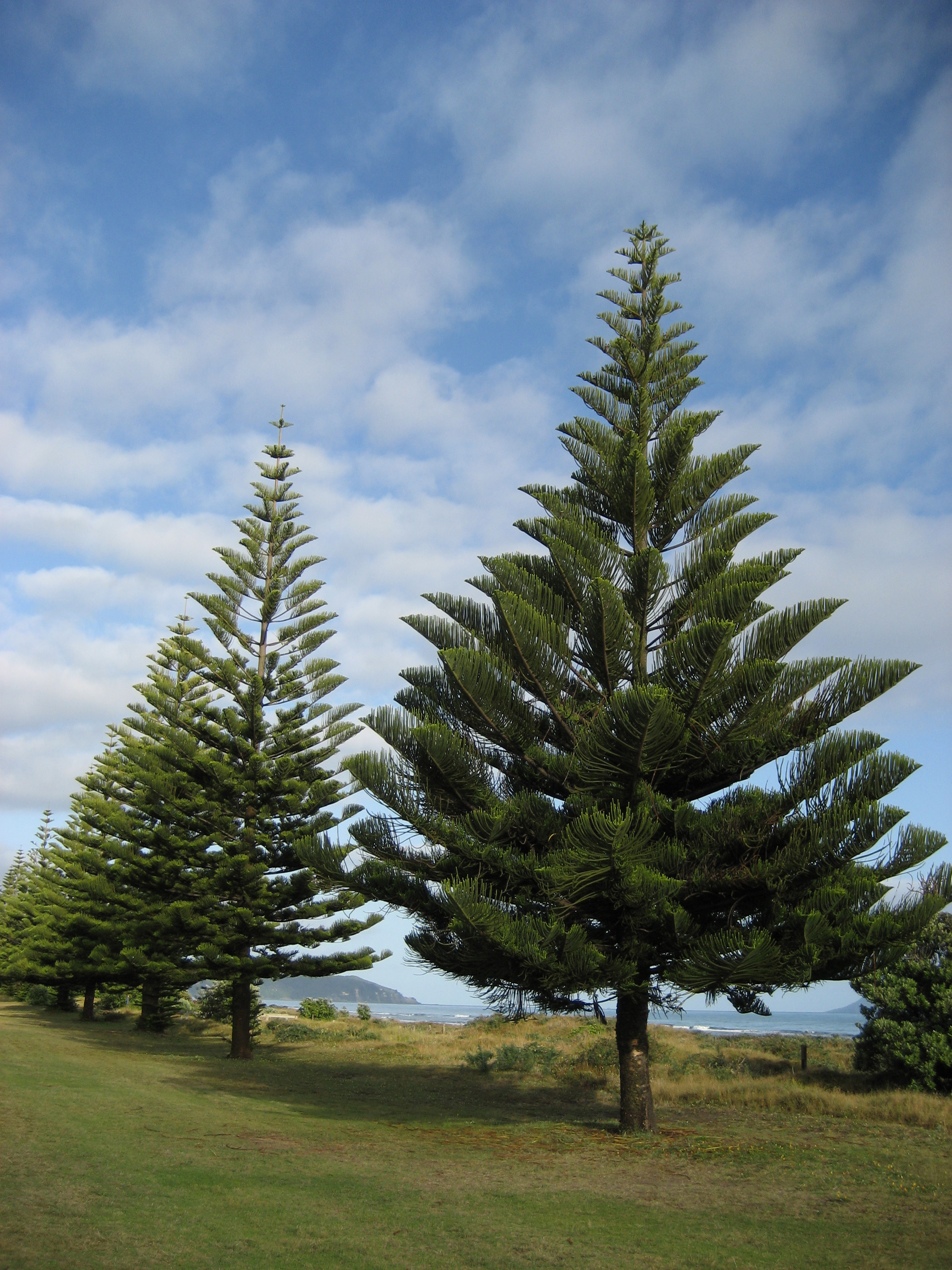
Араукарія різнолиста
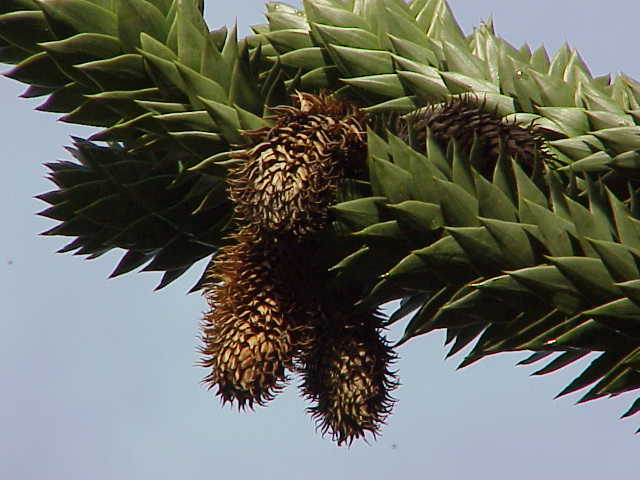
Чоловіча шишка чилійської араукарії
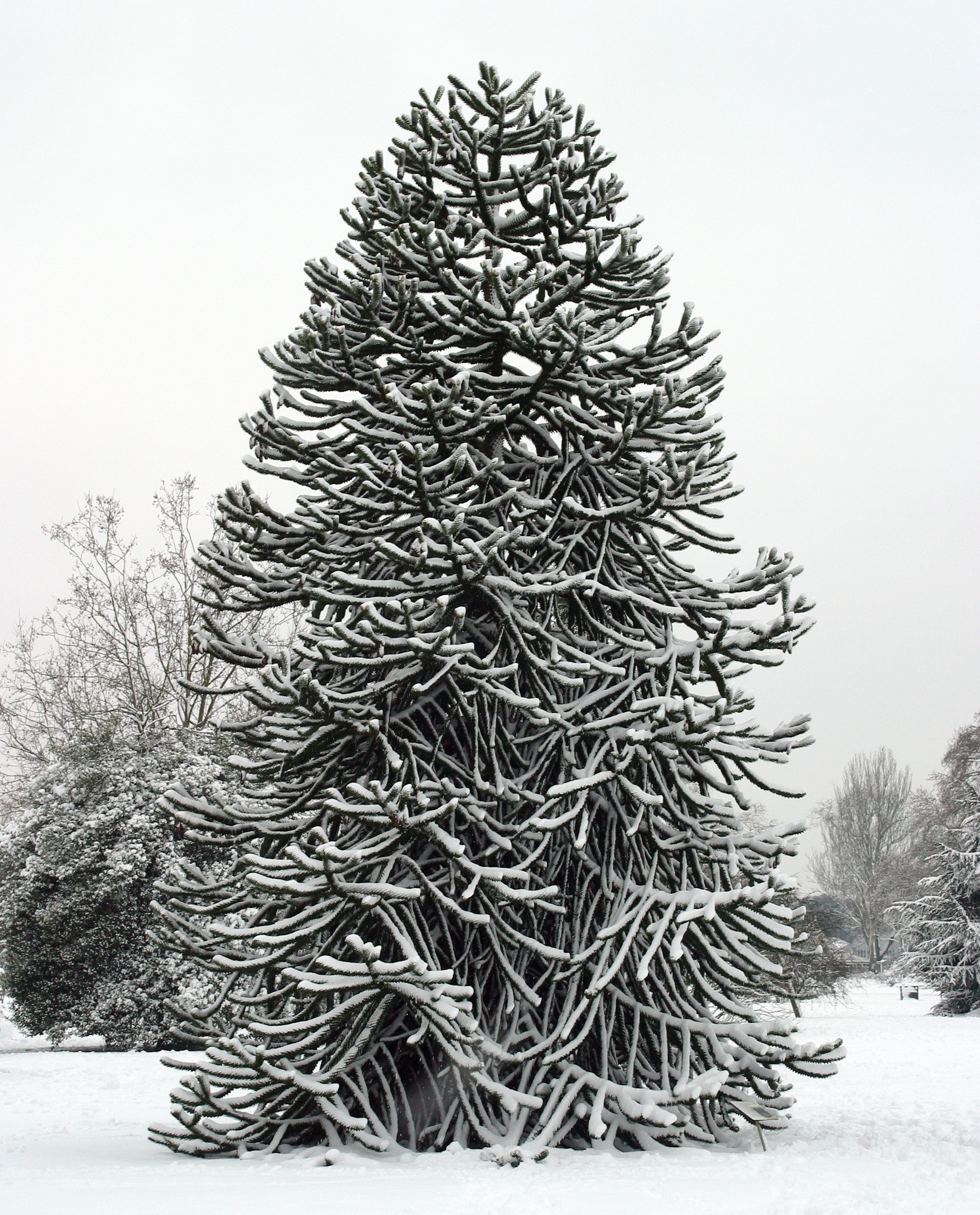
Молода араукарія чилійська взимку
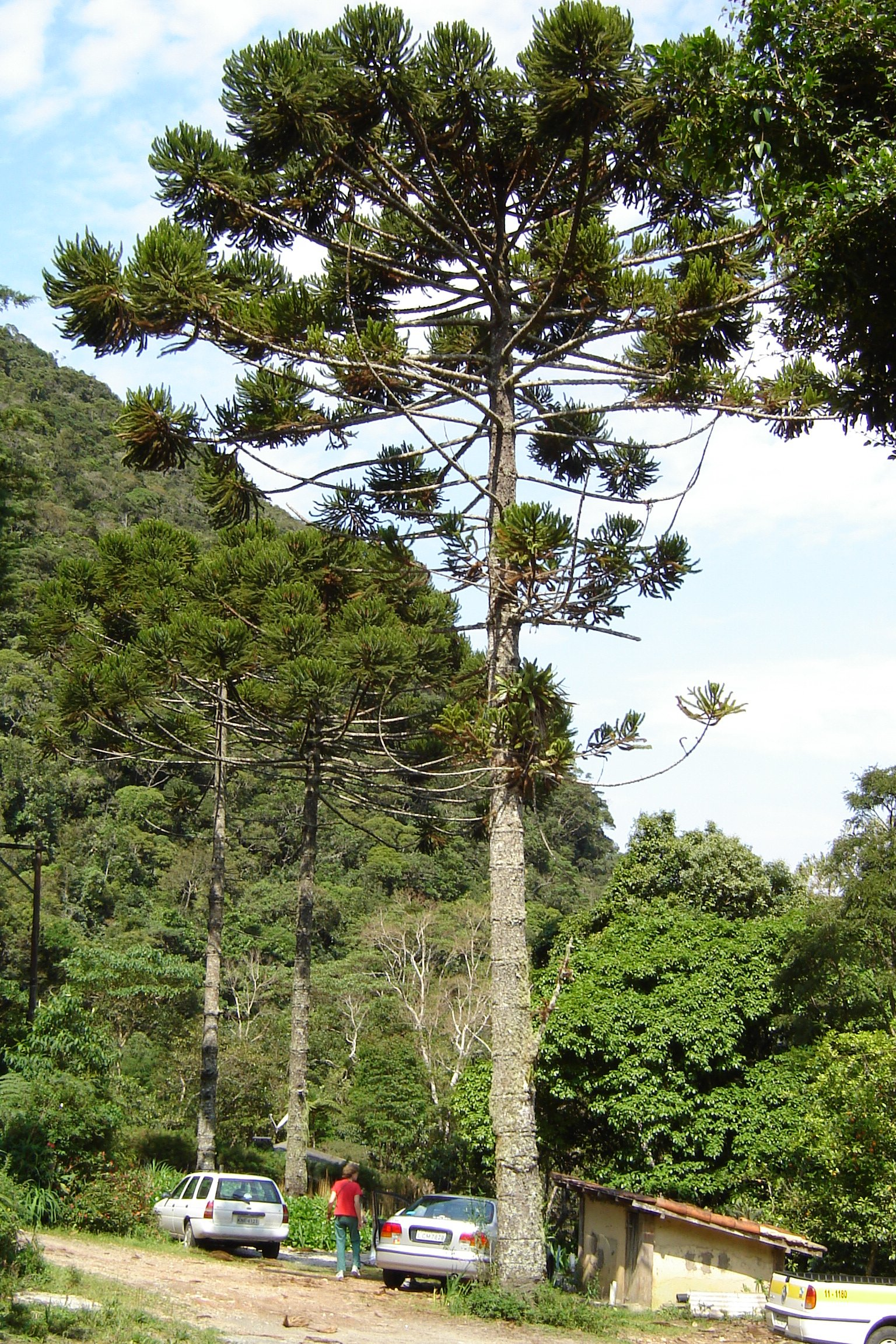
Араукарія бразильська
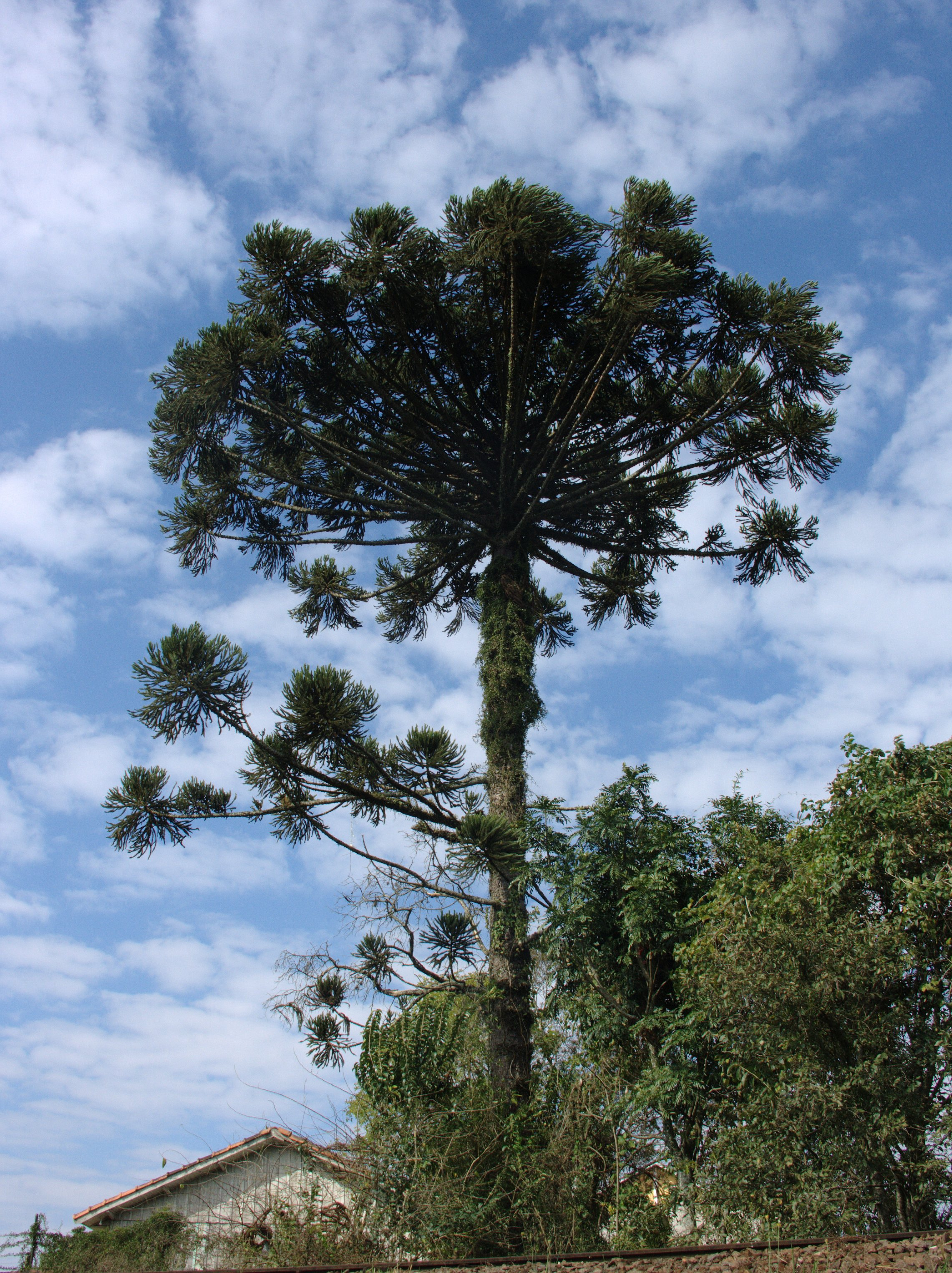
Араукарія бразильська. Дерево
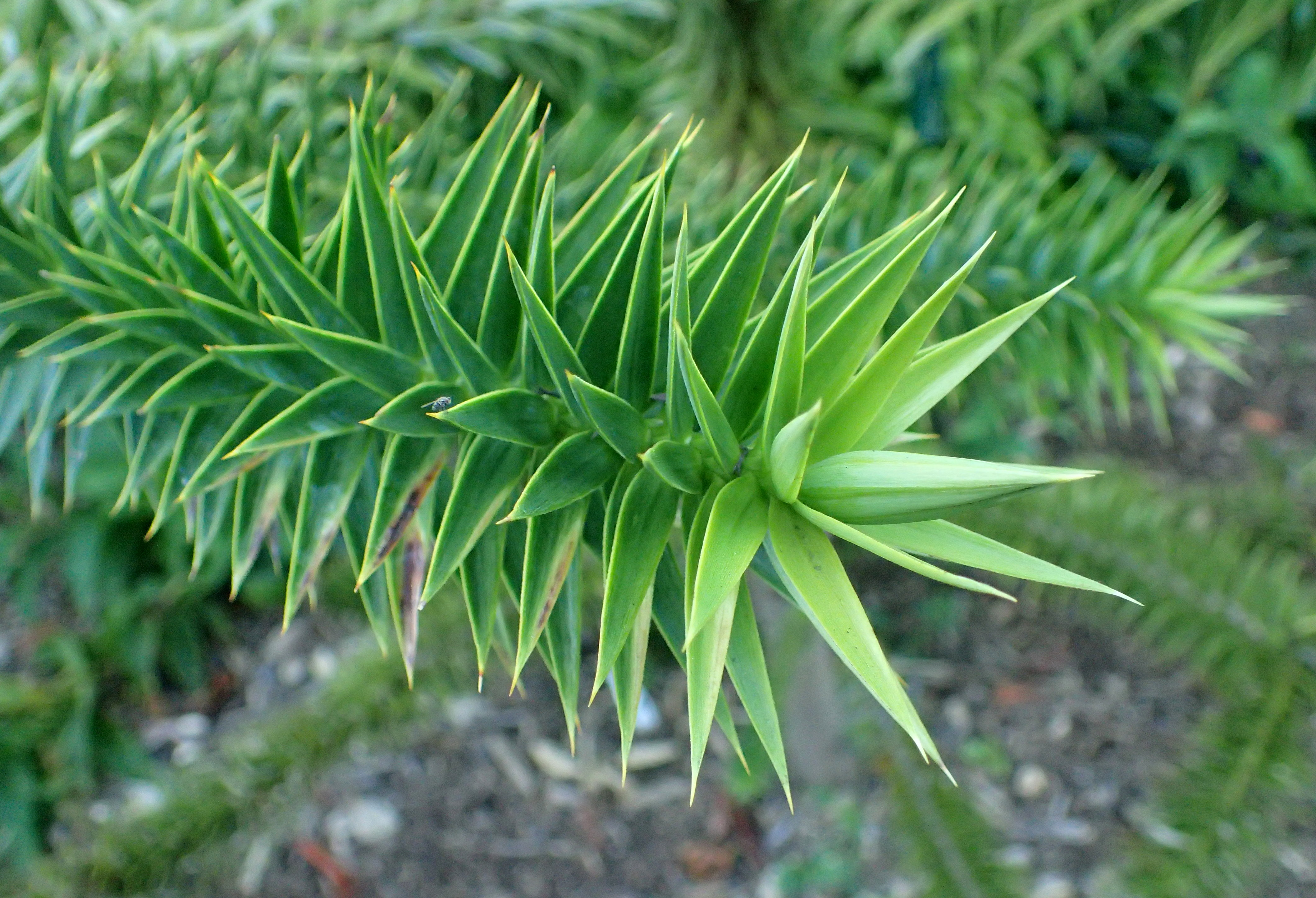
Араукарія бразильська. Хвоя
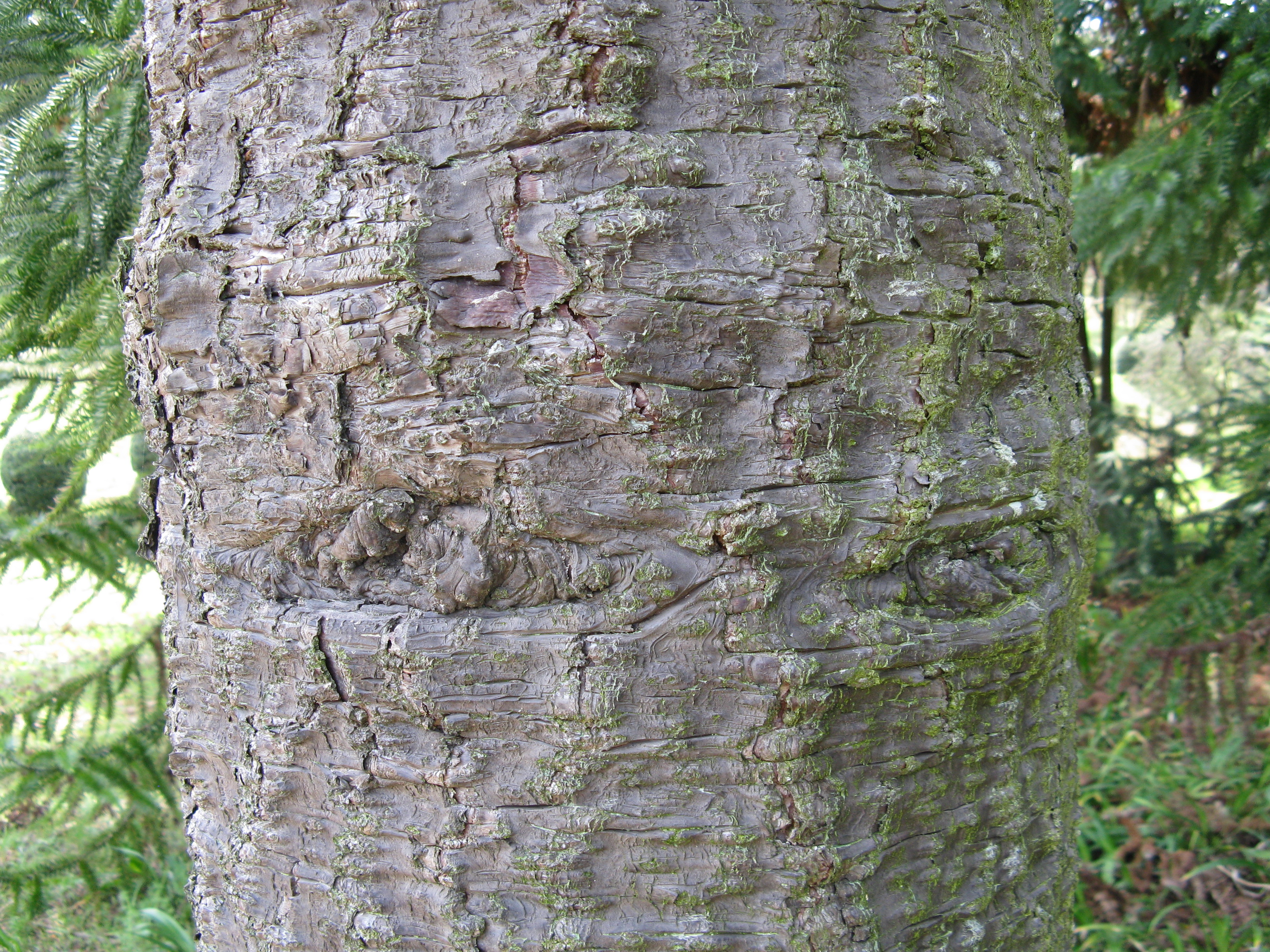
Араукарія бразильська. Стовбур
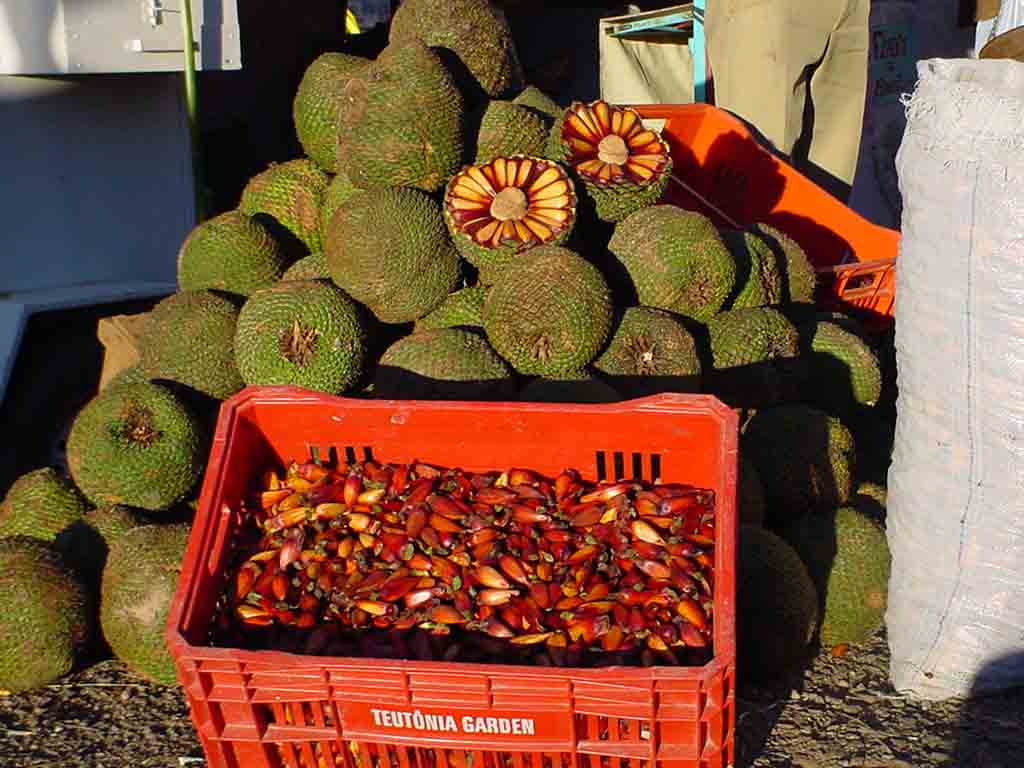
Араукарія бразильська. Плоди з насінням
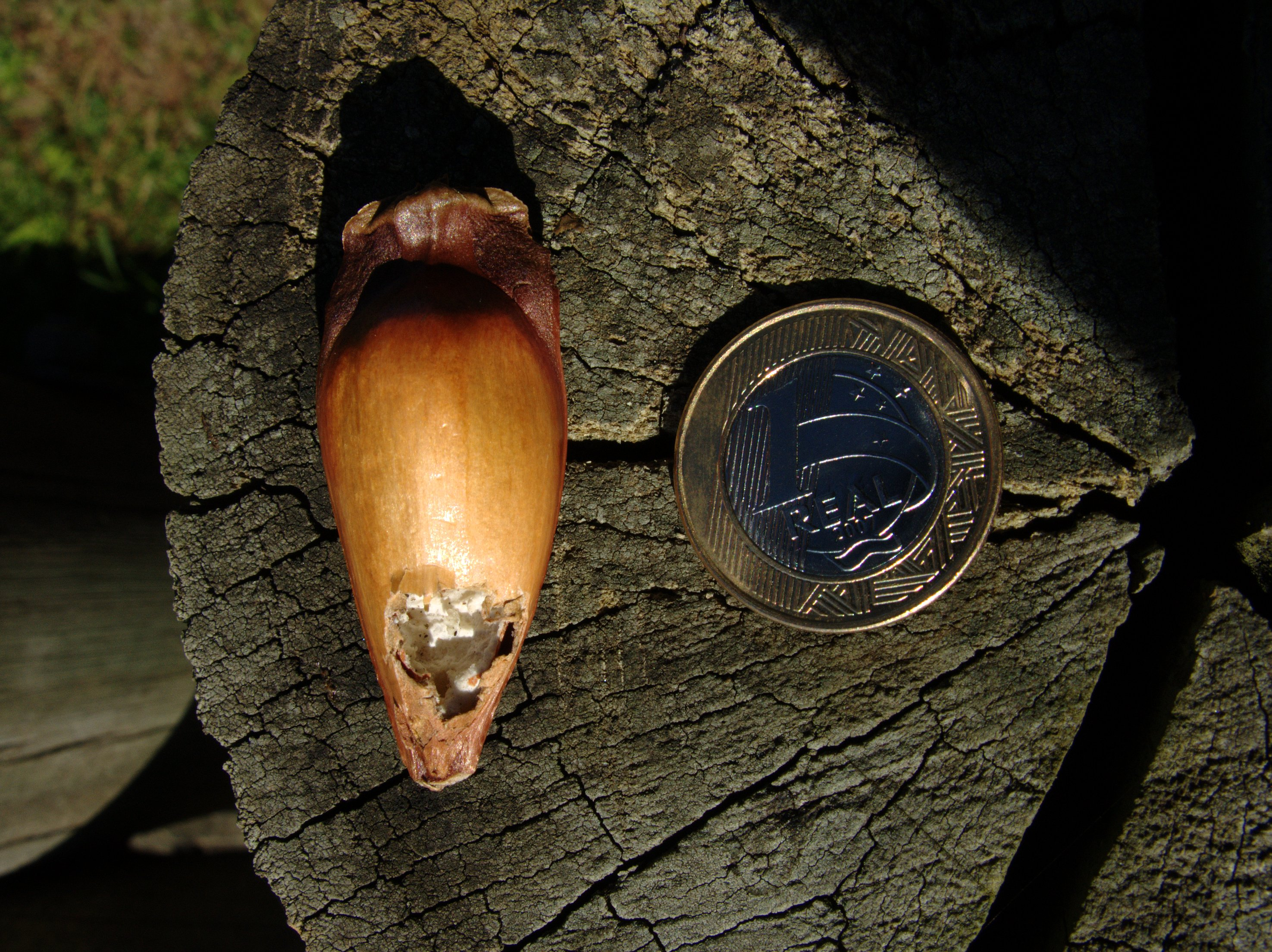
Араукарія бразильська. Насіння
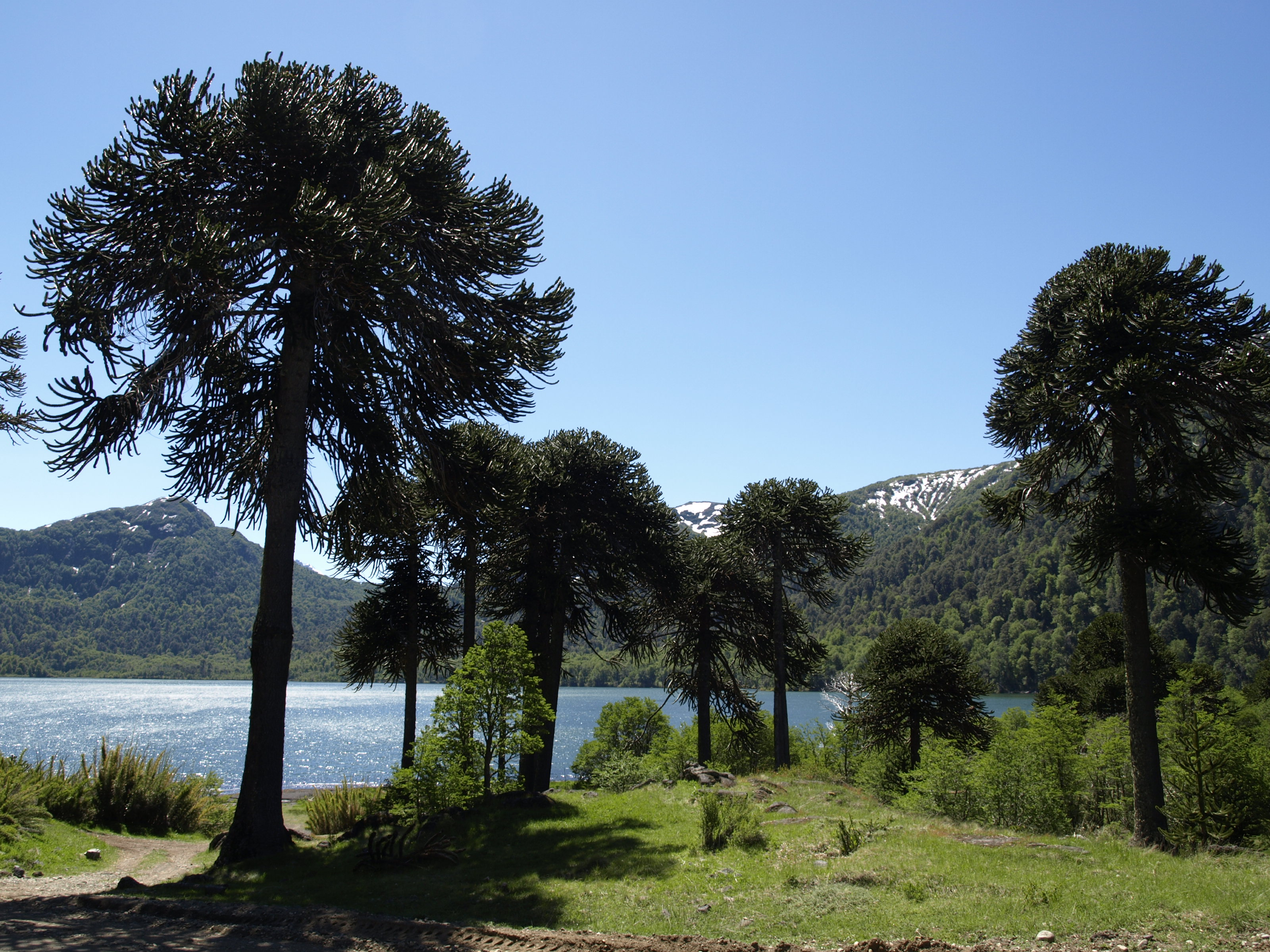
Араукарія чилійська в національному парку Вільяррика
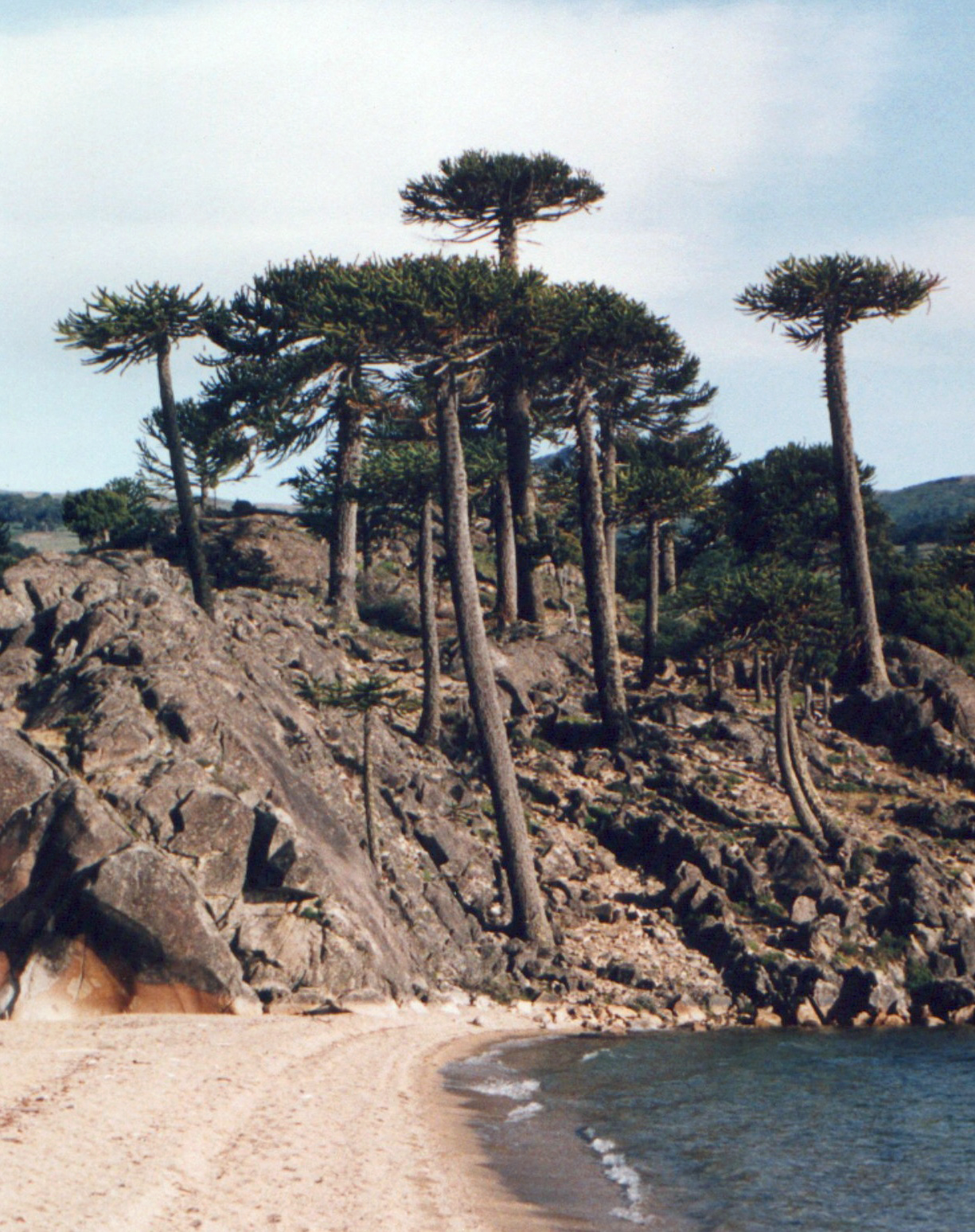
Araucaria araucana in the Argentine Andes
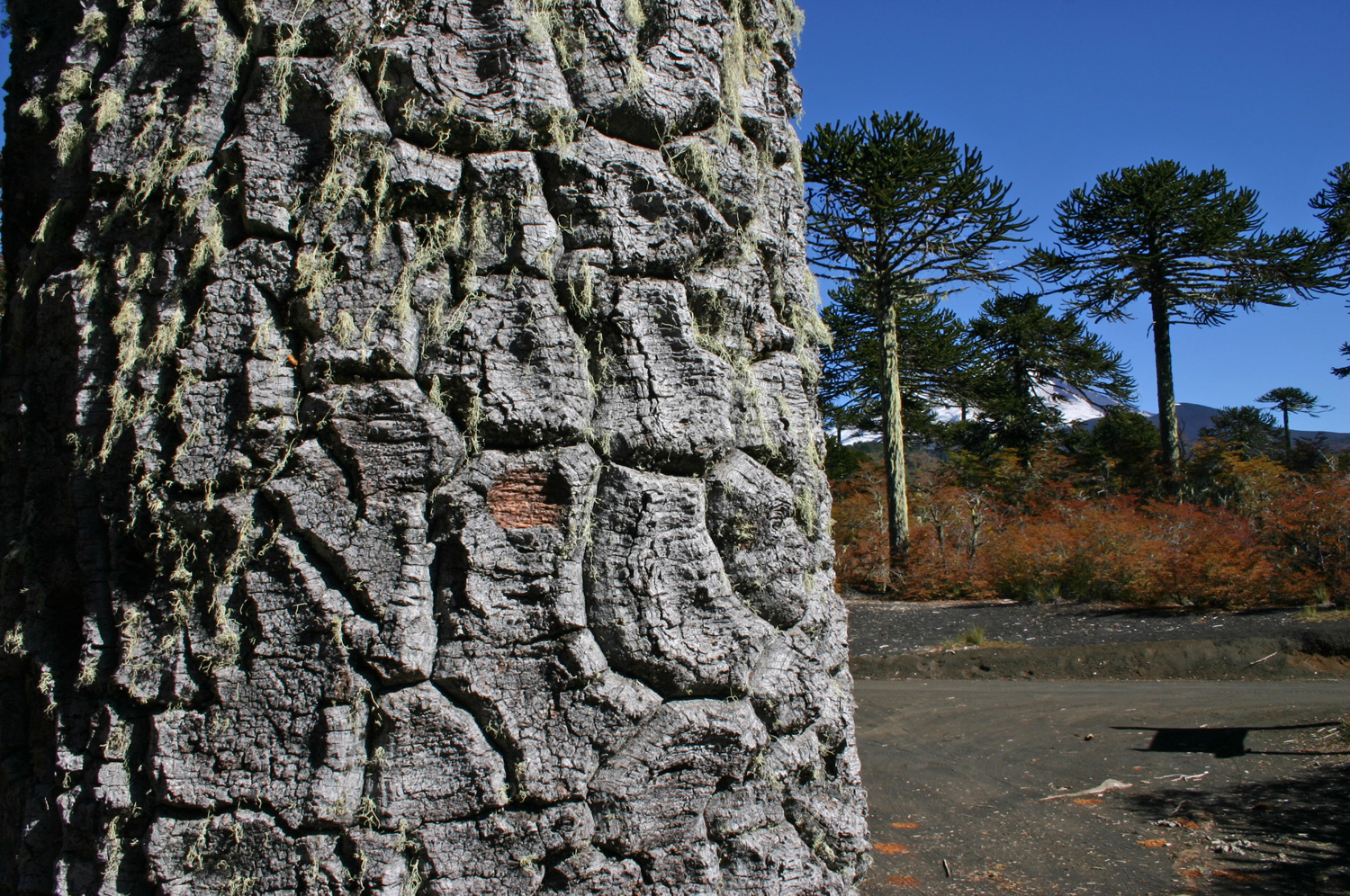
Bark of a tree in Conguillío National Park, Chile
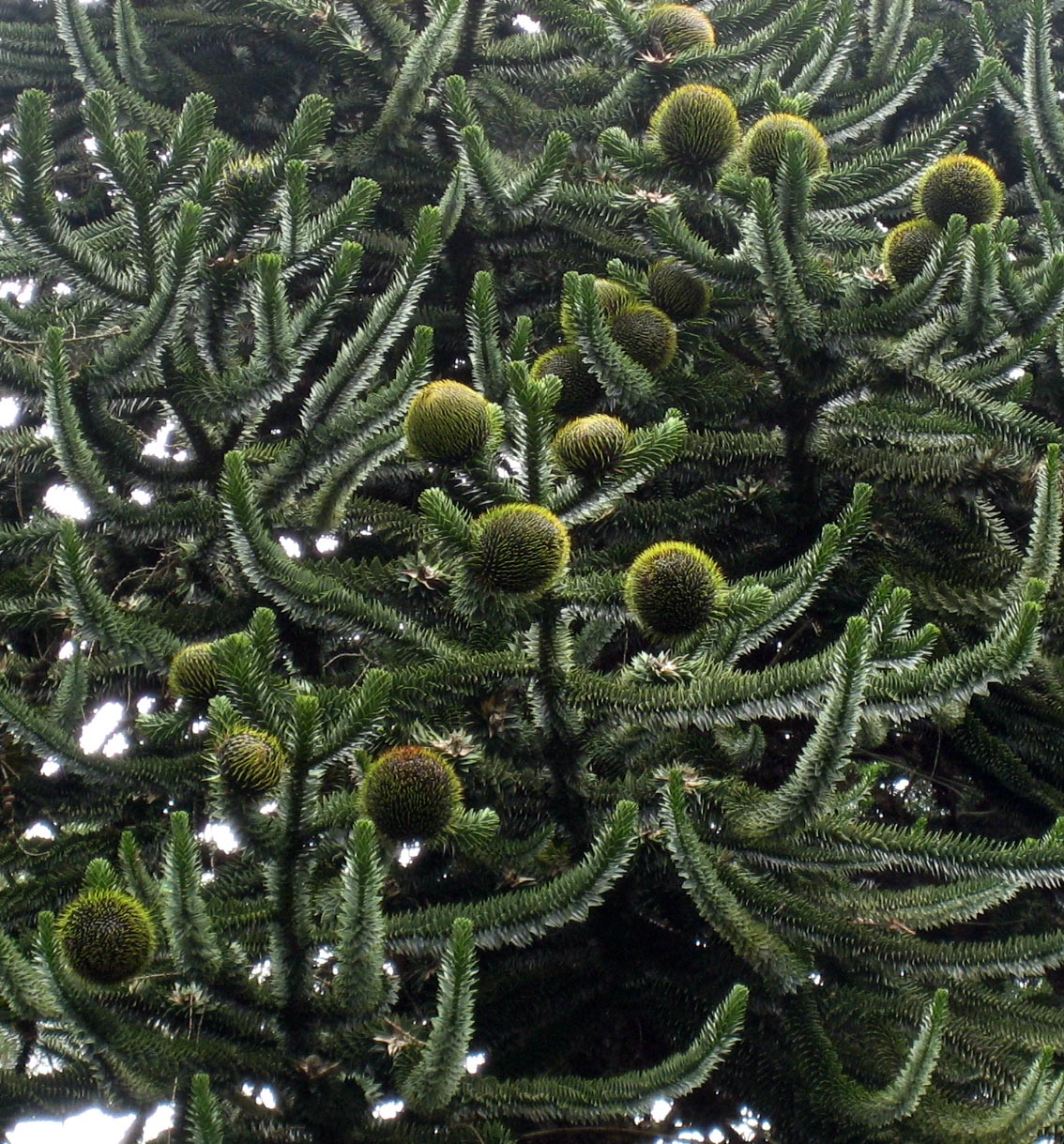
Female cones
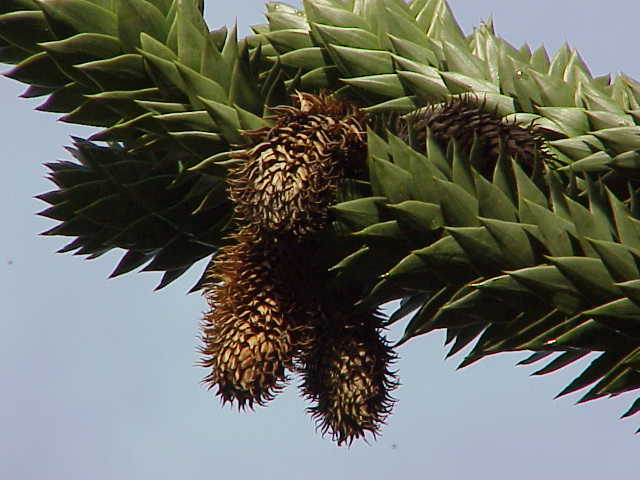
Male cones
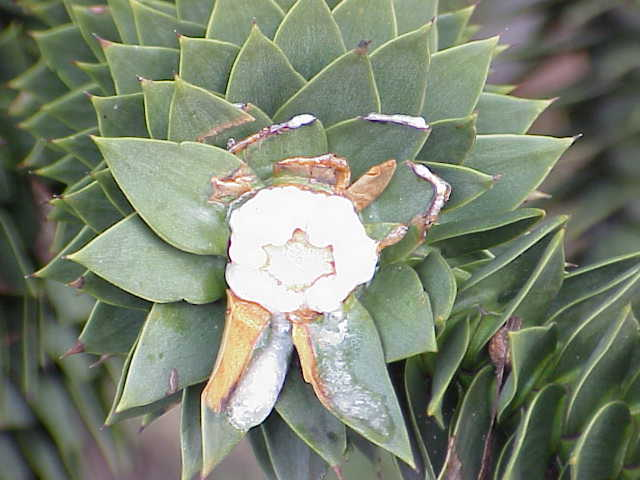
Part of a branch of a cultivated tree
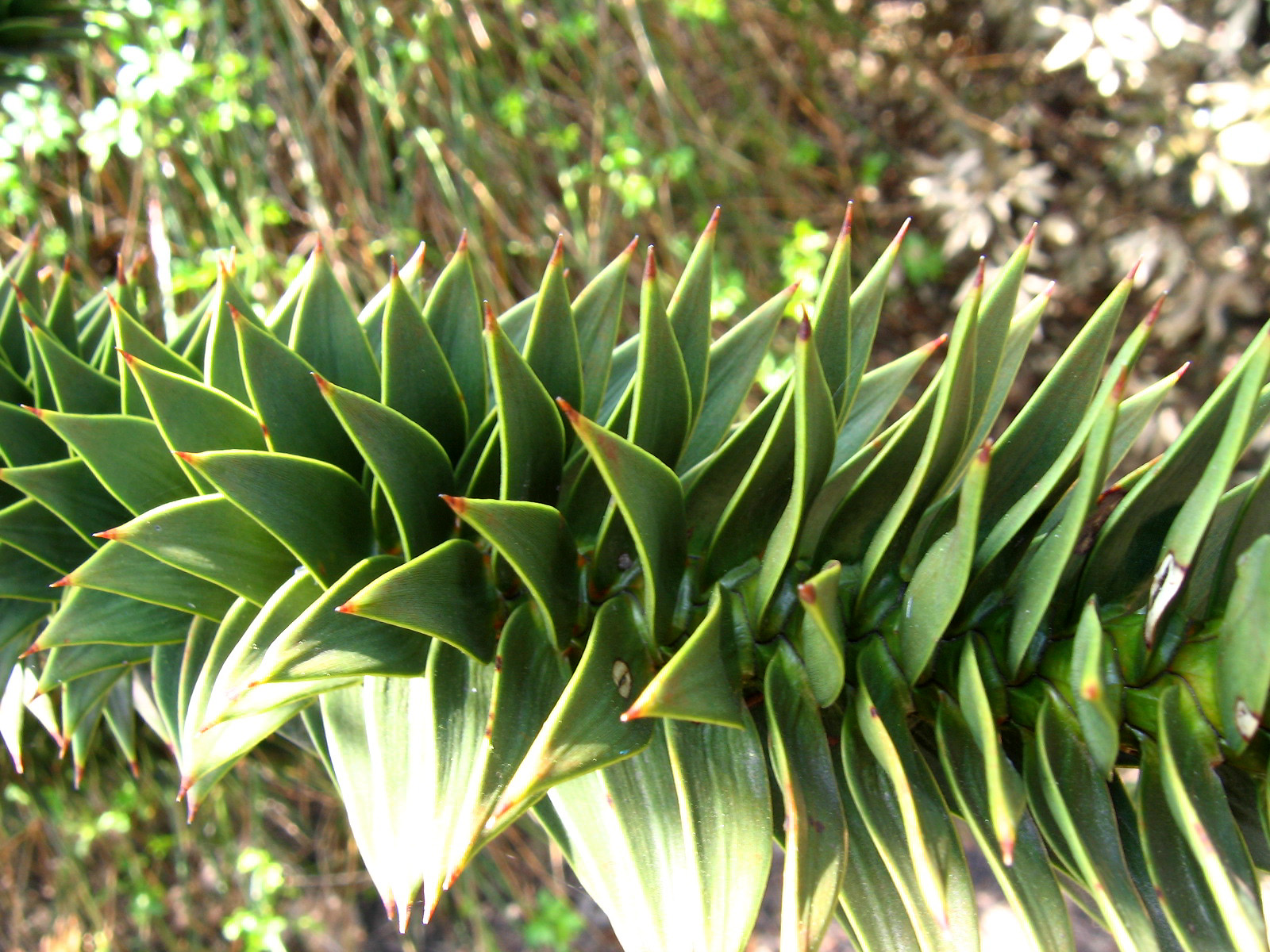
A. araucana, Botanical Garden, Wrocław, Poland
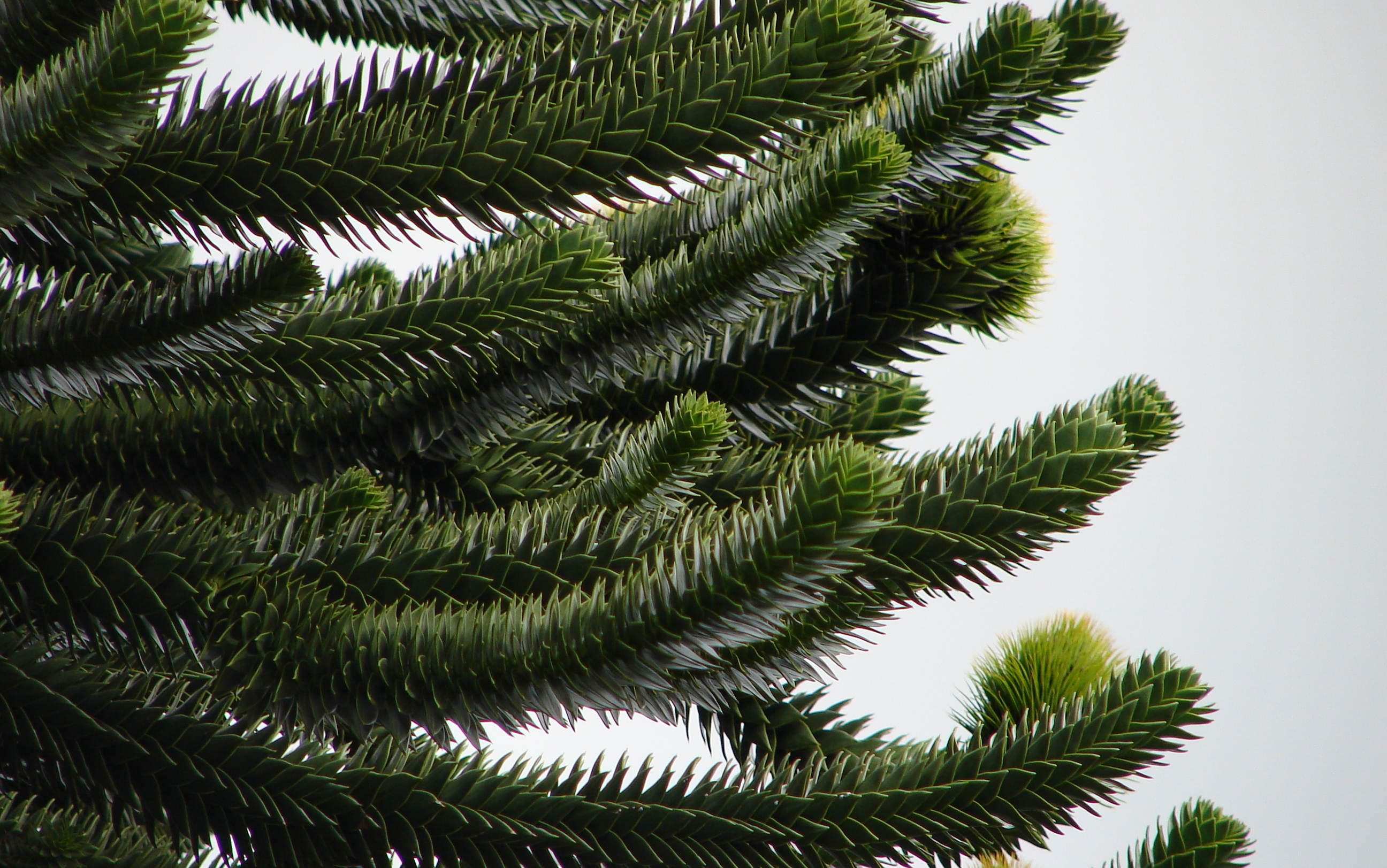
A. araucana branch
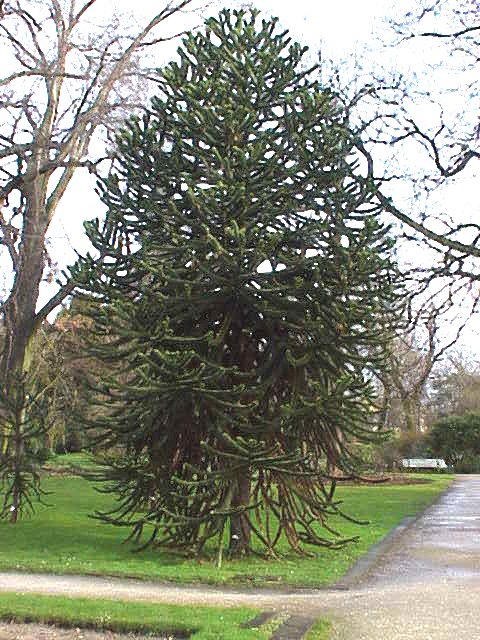
Monkey puzzle trees are popularly grown as ornamental trees.
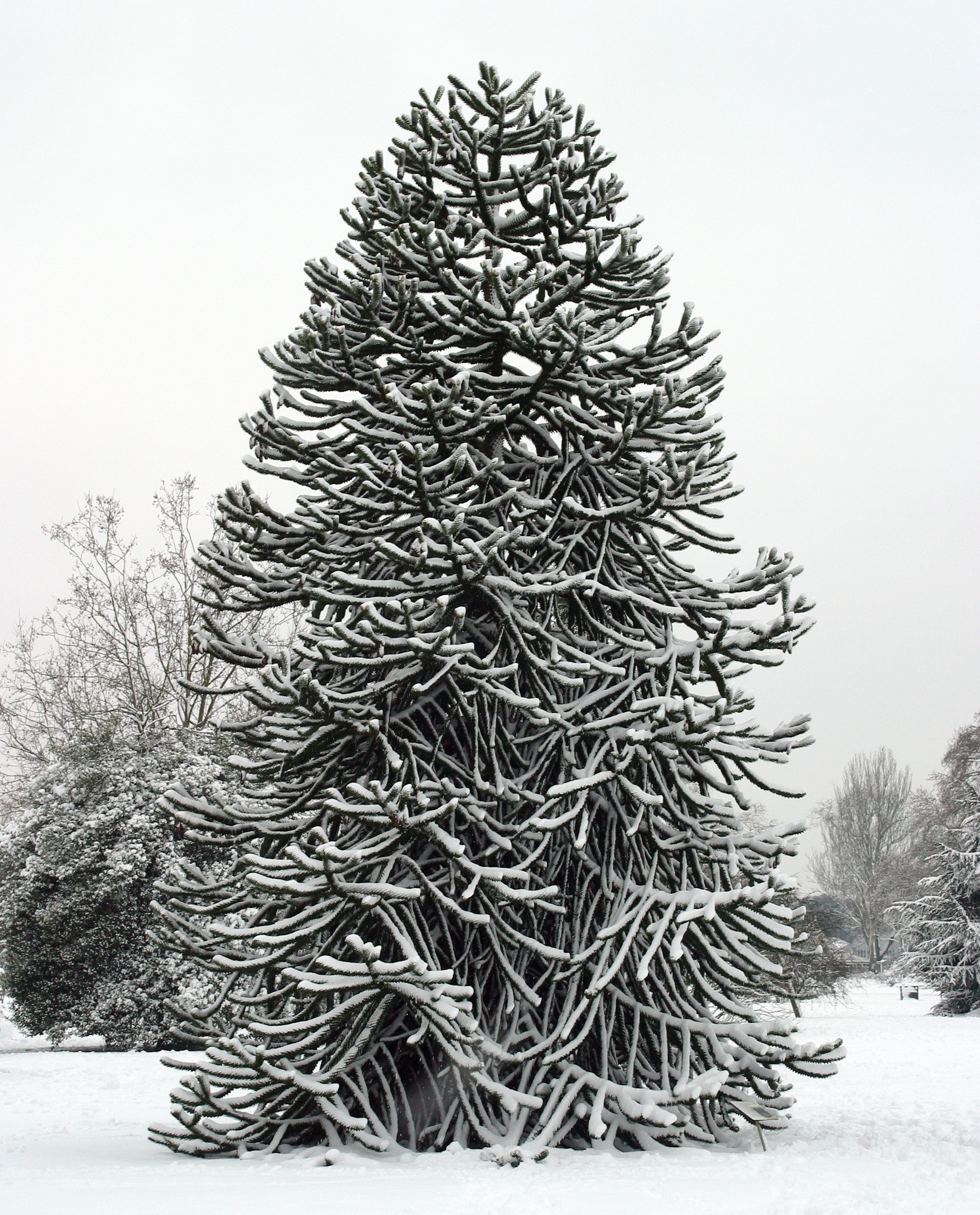
Juvenile tree in winter
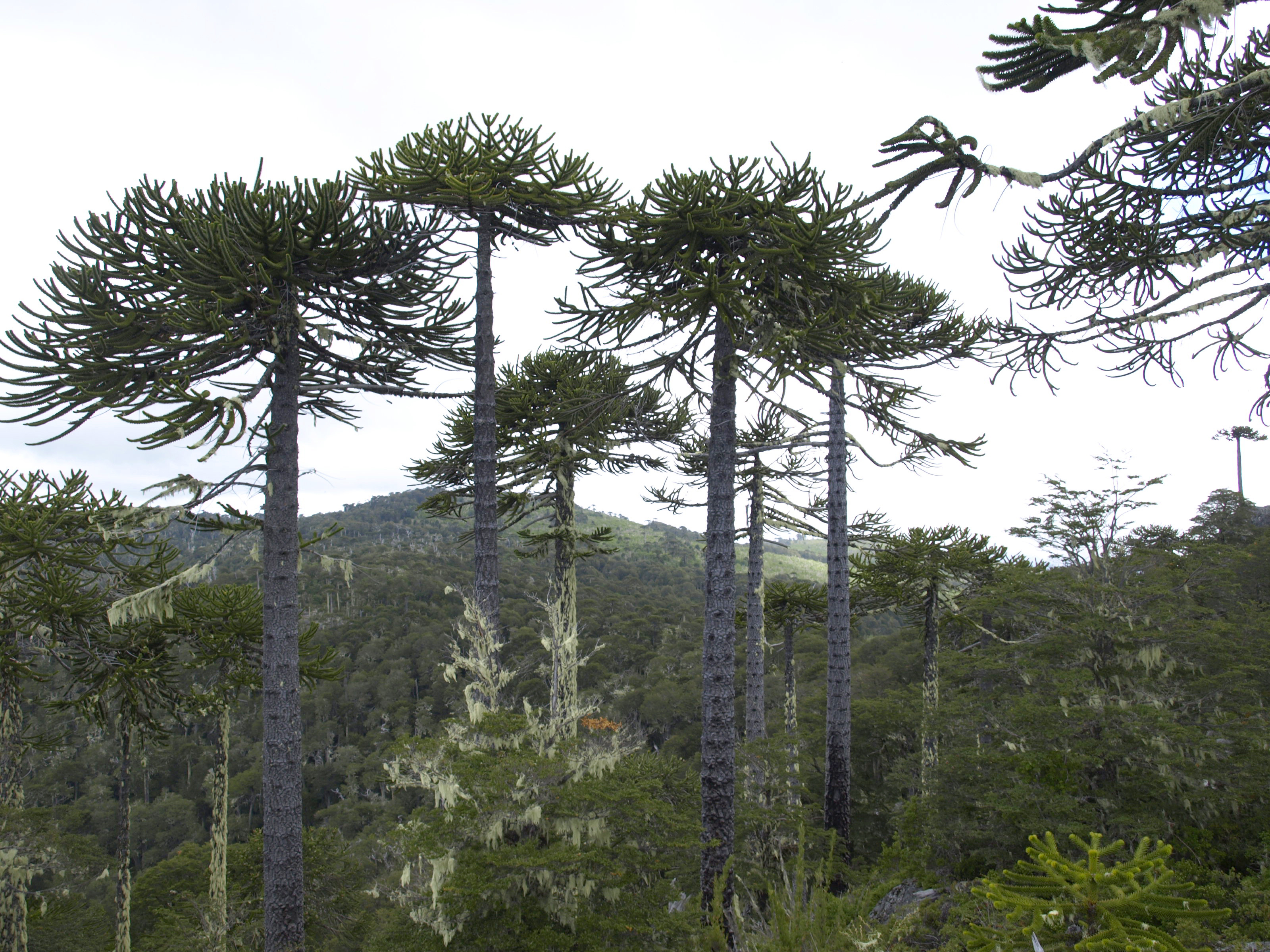
Mixed forest of Araucaria and coigüe in Nahuelbuta National Park, Chile
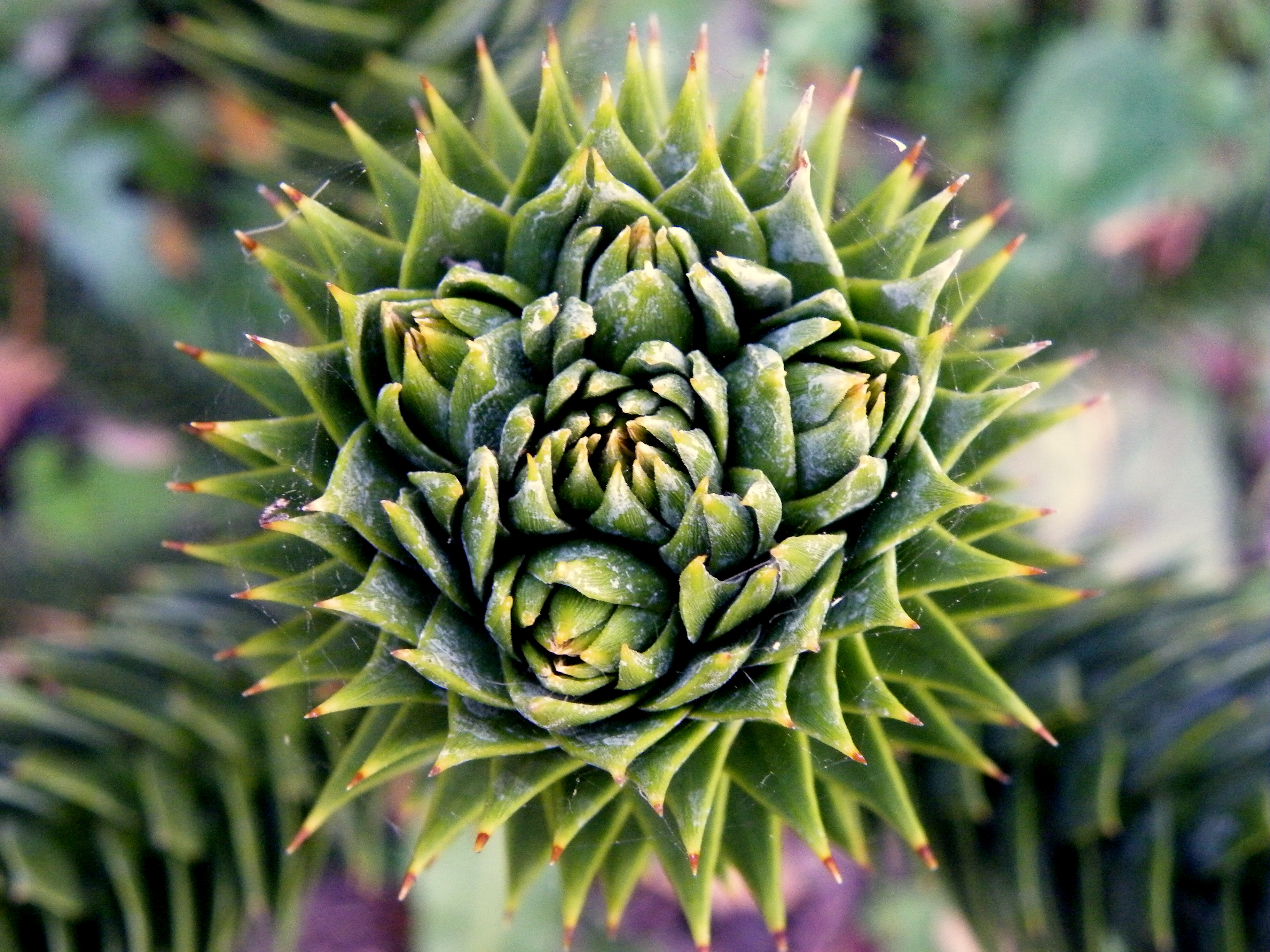
Araucaria araucana in Botanical Garden Jevremovac (Belgrade)